# Тол Эрессеа
Тол Эре́ссеа (кв. Tol Eressëa, в переводе — «одинокий остров») — в легендариуме Дж. Р. Р. Толкина остров, поднявшийся с морского дна в результате катаклизмов, вызванных уничтожением Светильников Валар.
В ранних версиях легендариума Толкина Тол Эрессеа являлся островом, который посетил англосаксонский путешественник Эльфвине (в ещё более ранних версиях, Эриол), который по замыслу автора должен был связать вымышленный мир с реальным: на острове Тол Эрессеа Эльфвине внимал сказаниям эльфов, после чего перевёл их на свой родной язык. Так появились «Анналы Валинора», «Анналы Белерианда», «Квента Сильмариллион», «Айнулиндалэ», «Акаллабет», «Законы и Обычаи Эльдар», «Нарн и хин Хурин».
В ранних версиях легендариума (первый том Книги утраченных сказаний) в главном городе острова, Кортирионе, находилась Хижина проигранной игры, куда и пришёл Эриол. Здесь же собирались эльфы-изгнанники, желавшие вернуться в Валинор, и авари. В это место, согласно тексту, приходили и люди, ступившие на Оллорэ-Маллэ (так в ранних версиях именовался Прямой путь).
Тол Эрессеа был задуман автором как своего рода Остров блаженных, населённый эльфами и представлявший таким образом мифологический фон для эпохи заселения Великобритании англосаксами. По замыслу Толкина, Тол Эрессеа являлся эквивалентом острова Великобритания (Альбиона) до прибытия англосаксов. Его главный город, Кортирион, был расположен в том же месте, что и Уорик — в самом центре острова. Позже Толкин отказался от идеи связать Тол Эрессеа и Альбион, представив Тол Эрессеа как остров, расположенный далеко на западе от Средиземья, в пределах прямой видимости Валинора.
По версии «Сильмариллиона», вышедшей в 1977 году под редакцией Кристофера Толкина, Улмо, один из Валар, дважды водил остров через море Белегаэр, переправляя эльфов в Аман. Во время перехода от острова откололась часть суши, которая образовала остров Балар. Во второй раз Улмо оставил остров с телери у восточного берега Валинора в заливе Эльдамар. 
По завершении Первой эпохи многие из вернувшихся эльфов-изгнанников оставались на острове и жили вместе с теми из телери, кто не переселился в Алквалондэ. Главным городом острова являлся Аваллонэ, находившийся на восточном берегу острова. Там был посажен Келеборн — саженец Галатилиона. Во Вторую эпоху эльфы Тол Эрессеа посещали Нуменор. После мятежа нуменорцев и последовавшего за ним Великого смещения остров вместе с континентом Аман по воле Илуватара был вынесен за Круги мира.